# 에바리스트 은다이시미예
에바리스트 은다이시미예(프랑스어: Évariste Ndayishimiye, 1968년 6월 17일~)는 부룬디의 정치인으로 2020년 6월 18일부터 부룬디의 대통령을 맡고 있다. 그는 부룬디 내전 중에 반란군인 CNDD-FDD에 연루되어 민병대의 대열에 올랐다. 전쟁이 끝날 무렵, 그는 부룬디 군대에 들어가 피에르 은쿠룬지자 대통령의 후원하에 여러 개의 정치직을 맡았다. 은쿠룬지자는 2020년 총선을 앞두고 은다이시미예를 자신의 후계자로 지지했다.

## 대통령직
2020년 6월 18일 은다이시미예의 임기가 시작되어 2020년 6월 28일 첫 내각을 발표했다. 그는 각료들을 21명에서 15명으로 줄였고 주로 전직 정권의 강경파들을 주요 직책에 임명했다. 은다이시미예의 재임 기간은 전임 은쿠룬지자보다 덜 고립주의적인 것으로 알려졌는데, 은다이시미예는 적도 기니를 5일간 방문하는 것을 포함하여 4번의 국빈 방문을 했으며, 에티오피아 대통령의 취임 첫 10개월 동안 국빈 방문도 수용했다.
당초 은다이시미예는 전임자보다 코로나19 범유행에 대한 보다 강력한 대응을 추구하는 데 더 적극적이었다. 그는 취임 직후 이 바이러스를 국가의 "최악의 적"이라고 불렀다. 2021년 1월, 그는 부룬디에 코로나19를 반입하는 사람은 "부룬디 사람들을 죽이기 위해 무기를 가져오는 사람들"로 취급될 것이라는 성명을 발표하면서 국경을 폐쇄했다. 그럼에도 불구하고 부룬디는 2021년 2월 탄자니아에 합류하여 아프리카 국가 중 유일하게 코백스 퍼실리티 계획에서 백신을 거부했다. 타데 은디쿠마나 보건부 장관은 "환자의 95% 이상이 회복되고 있기 때문에 백신이 아직 필요하지 않은 것으로 추정한다"고 말했다. 2021년 대부분 동안 부룬디는 이 단계를 밟지 못한 3개국 중 하나인 백신을 조달하기 위한 노력을 전혀 하지 않은 것으로 보인다. 그러나, 2021년 10월, 부룬디 정부는 중국 시노팜 BBIBP-CorV 코로나19 백신 50만 도스를 전달받았다고 발표했다. 2024년 8월 국제앰네스티는 보고서에서 은다이시미예 정부가 활동가, 언론인 등을 대상으로 한 “협박, 괴롭힘, 자의적 체포 및 구금” 행위를 비난했다.